# عالم ناروتو

خريطة عالم ناروتو

عالم ناروتو أنمي ومانغا خيالي.

## الفكرة والإنشاء
عندما كان كيشيموتو ينشئ إعدادات مانغا ناروتو، ركز مبدئياً على تصاميم قرية كونوهاغاكوري، الإعداد الأساسي في المسلسل. ويؤكد كيشيموتو أن تصاميم كونوهاغاكوري أنشأت تلقائياً من دون الكثير من التفكير، رغم أنه يعترف بأن المشاهد مستوحاة من ديارة بمقاطعة ناروتو باليابان. وقد أنشأ كيشيموتو كونوهاغاكوري بدون تحديد حقبة أو موقع في العالم الحقيقي، فالقرية هي موقع في رأسه فقط وبلا فترة زمنية محددة. وشمل كيشيموتو عناصر حديثة في المسلسل كالأفلام، لكنه أقصى الأسلحة النارية ووسائل النقل من القصة. وكمواد مرجعية، أجرى كيشيموتو أبحاثه في الثقافة اليابانية ونقلها إلى أعماله. في مقابلة، علق كيشيموتو عن أنه عادة ما يزور الحدائق اليابانية ويذهب إلى مسرحيات الكابوكي كمراجع له.
وأضاف كيشيموتو أن أحداث ناروتو تحصل في عالم ياباني خيالي، وقد وضع قواعد معينة بطريقة منهجية كي يستطيع متابعة القصة بسهولة. أراد كيشيموتو أن يرسم الأبراج الصينية التقليدية التي كان لها وجود طويل الأمد في اليابان، إشارات الأيدي بالمسلسل أساسها من هذه الأبراج. فيما يتعلق بالتكنولوجيا، قال كيشيموتو أن ناروتو لن تحتوي على أسلحة نارية، وقد قال أنها قد تحتوي على سيارات، وطائرات وحواسيب ضعيفة، وحدد أنها يمكن أن تكون 8-بت وبالتأكيد لن تكون 16-بت.

## الجغرافيا
في عالم ناروتو، الدول هي كيانات سياسية متفرقة تحكمها المماليك، في هذه الدول توجد القرى المخفية ( 隠れ里.  كاكوريزاتو). مستوطنات تؤوي النينجا، محاربون قادرون على استخدام قدرات خارقة للطبيعة في المعارك، القرية المخفية تحافظ على اقتصاد بلادها بتدريب النينجا من عمر صغير وإرسالهم لمهام دول أخرى، ونينجا القرية المخفية يخدم بلاده كقوة عسكرية، منزلة قائد القرية المخفية تساوي منزلة قائد الدولة، هذه الدول هي الأقوى في عالم ناروتو، يحكم هذه الدول زعماء إقطاعيون، وقادة القرى المخفية يحملون لقب كاغي ( 影   كاغي ،  تعني حرفيًا "الظل")، وظهرت أمم أصغر في الأنمي والمانغا لكنها لم تستكشف بعد.

### دولة النار
دولة النار ( 火の国.   هي نو كوني) واحدة من أمم الشينوبي الخمس العظمى، وتحتوي على قرية كونوهاغاكوري، حيثما يحدث معظم مسلسل ناروتو، وتميل بلد النار نحو عنصر النار، بطقس مشرق وحار.

#### كونوها
كونوها ( 木ノ葉隠れの里   كونوهاغاكوري نو ساتو،  تعني. القرية المخفية في ورق الشجر) الاسم العربي. قرية الورق المخفية أيضاً تعرف بكونوها، هي قرية مخفية بدولة النار، وبصفتها قرية في أمة من أمم الشينوبي الخمس العظمى، القرية بقيادة كاغي، يعرف بهوكاغي ( 火影   هوكاغي ،  تعني حرفيًا "ظل النار")  الاسم العربي "شهاب الورق"، نقشت وجوه الهوكاغي الخمسة الأوائل عل الجبل المطل على كونوهاغاكوري.
في بداية المسلسل هيروزين ساروتوبي الهوكاغي الثالث قائد القرية، تخلي عن منصبه لصالح ميناتو ناميكازي، الذي أصبح الهوكاغي الرابع، لكنة أجبر على استعادة منصبه عندما توفي ميناتو منقذًا القرية من الثعلب الشيطاني ذي التسعة ذيول. خلال الجزء الأول من المسلسل، قاد أوروتشيمارو غزو على كونوهاغاكوري التي تسبب بخسارات كبيرة في ممتلكات القرية التي بلغت ذروتها بمقتل الهوكاغي الثالث، معلمه السابق. تسونادي، طالبة أخرى للهوكاغي الثالث، خلفته وأصبحت الهوكاغي الخامس وأشرفت على إعادة بناء القرية. لاحقاً بالجزء الثاني باين، قائد المنظمة الإجرامية أكاتسوكي، شن هجومًا على كونوهاغاكوري ودمر معظم القرية خلالها. بعد احتلال باين لكونوها، دخلت تسونادي في غيبوبة وانتخب دانزو ليصبح الهوكاغي، لكنه قُتل بواسطة ساسكي أحد أبطال القصة والذي هرب في الجزء الأول من كونوهاغاكوري. قبيل انتخاب كاكاشي هاتاكي لمنصب الهوكاغي، استعادت تسونادي وعيها واستعادت اللقب. منشأ كونوها كشف عنه خلال الجزء الثاني من المسلسل. تأسست القرية جزءًا من تحالف بين عشيرتي الأوتشيها والسينجو، أحفاد ابني حكيم الطرق الست، أقوى العشائر في عالم ناروتو في ذاك الوقت. هاشيراما سينجو، قائد عشيرة السينجو، أصبح الهوكاغي الأول، وهزم مادارا أوتشيها، قائد عشيرة الأوتشيها، الذي تحدى حكمه وحاول تدمير كونوهاغاكوري. مؤخرًا، انضمت القرية لتحالف النينجا لمحاربة توبي وكابوتو اللذان أعلنا الحرب على القرى الخمس العظمى.
هناك عدد من المواقع داخل كونوها وردت بشكل بارز خلال المسلسل. غابة الموت ( 死の森   شي نو موري) هي غابة ضخمة مسورة تستخدم امتحانات النينجا النصف سنوية التي يمكن تمكن النينجا من التقدم لرتبة تشونين. دكان رامين إتشيراكو ( ラーメン一楽.   رامين إتشيراكو) هو المطعم المفضل لدى ناروتو أوزوماكي وهو كثيراً ما يقوم بزيارته خلال المسلسل. وادي النهاية ( 終末の谷.   شوماتسو نو تاني) هو موقع معركة هاشيراما ومادارا المميتة، ويتميز بتمثالين ضخمين لهما مطلين على الشلال. في نهاية الجزء الأول، قاتل ناروتو ساسكي أوتشيها في هذا الموقع في محاولة فاشلة لإعادته إلى كونوهاغاكوري.

### دولة الرياح
دولة الرياح ( 風の国   كازي نو كوني) واحدة من أمم الشينوبي الخمس العظمى، وهي دولة ضخمة، جافة ومقفرة أسست مدنها بجانب مصادر المياه، في حين أن الحياة في معظم البلاد قاسية، لكن عدد السكان كبير ومزدهر بسبب التجارة مع دولة النار، القرية المخفية في بلد الريح هي قرية الرمال.

#### قرية الرمال
الرمال ( 砂隠れの里   سوناغاكوري نو ساتو،  تعني "القرية المخفية في الرمال") الاسم العربي "قرية الرمال المخفية" أيضا تعرف بسونا أو الرمال، يقودها كاغي، يعرف بكازيكاغي ( 風影   كازيكاغي ،  تعني حرفيًا "ظل الرياح"؛ في النسخة العربية "شبح الرياح"). تتميز أراضي قرية الرمال بكثبان الرمال الكثيفة.
قبيل بداية المسلسل الزعيم الإقطاعي لدولة الرياح بدأ في تقليص ميزانية قرية الرمال، وأرسل طلبات المهام إلى كونوها بدلاً من قرية الرمال، الذي أدى إلى تشكيل تحالف بين قرية الرمال وأوتوغاكوري لمهاجمة وتدمير كونوها. قُهرت القوى المجتمعة لقرية الرمال وأوتوغاكوري، وتحالفت قرية الرمال مع كونوها بعد إدراكها أن أوروتشيمارو، قائد أوتوغاكوري، قد قتل الكازيكاغي الرابع. في الجزء الثاني، غارا، ابن الكازيكاغي، قد خلف أباه ككازيكاغي خامس. في بداية الجزء الثاني، قام ديدرا وساسوري من الأكاتسوكي بالهجوم على القرية واختطاف الكازيكاغي الذي كان مختومًا به ذو الذيل الواحد. استعانت قرية الرمال بكونوها في سبيل استعادة الكازيكاغي ونجحت المهمة بالاشتراك مع الفريق السابع من الورق الذي يتضمن كاكاشي وناروتو وساكورا بالإضافة إلى تشيو من الرمال. مؤخرًا، انضمت القرية لتحالف النينجا لمحاربة توبي وكابوتو اللذان أعلنا الحرب على القرى الخمس العظمى.

### المطر
المطر ( 雨隠れの里   أميغاكوري نو ساتو ،  تعني "القرية المخفية في المطر") الاسم العربي "قرية المطر المخفية" تقع في دولة غير مسمى. حدود هذه الدولة مدافع عنها بشدة، وأولئك الذين يرغبون بالمرور خلالها يتعرضون للمراقبة طوال مدة إقامتهم. كما أنها تقع بين ثلاثة من أمم الشينوبي الخمس العظمى، وهي بمثابة ساحة معارك لحروبهم ومعظم التعداد السكاني نازحين. قرية المطر نفسها كانت موقع حرب أهلية بين هانزو، قائد قرية المطر وباين، قائد الأكاتسوكي. بعد الحرب، أصبح باين قائد القرية ويستخدمها كقاعدة للأكاتسوكي، النينجا الموالين للقائد السابق هانزو حاولو اغتيال باين، لكن محاولاتهم باءت بالفشل. المقيمين بقرية المطر اعتبروا باين إلهاً، وهو لم يظهر نفسه للعامة قط. بعد موت باين، أصبحت كونان قائدة القرية. فأتى مادارا أوتشيها من أجل الرينيغان الخاصة بباين ويهزم كونان. لا زال من غير الواضح من يدير قرية المطر بعد موت كونان.

### دولة الصوت
دولة الصوت ( 音の国   أوتو نو كوني) أو دولة حقول الأرز ( 田の国   تا نو كوني) دولة صغيرة تتشارك الحدود مع دولة النار. لقد أستولى أوروتشيمارو على نينجا كونوهاغاكوري سابقًا ثم انسحب وأستعادوها سيطروا عليها وأعاد تسميتها لدولة الصوت.
أوتوغاكوري ( 音隠れの里   أوتوغاكوري نو ساتو ،  تعني "القرية المخفية في الصوت")  الاسم العربي "قرية الصوت المخفية" هي القرية الخاصة بأوروتشيمارو. أنشأها من أجل سبب فريد وهو تجميع النينجا من أجل تجاربه، والبحث عن جميع التقنيات في العالم. القرية ليست متماسة، بل تتألف من عدة مخابئ تنتشر داخل دولة الصوت وخارجها.

### دولة الماء
دولة الماء ( 水の国   ميزو نو كوني) هي واحدة من أمم الشينوبي الخمس العظمى وبها قرية الضباب. وهي تتألف من عدة جزر، لكل منها تقاليدها. دولة الماء وقرية الضباب ظهرتا قليلاً في المسلسل، لكن الكثير من الشينوبي في المسلسل من هذه المنطقة.

#### الضباب
الضباب ( 霧隠れの里   كيريغاكوري نو ساتو ،  تعني "القرية المخفية في الضباب") الاسم العربي "قرية الضباب المخفية" هي قرية مخفية بدولة الماء، واحتفظت في الأصل بالوحش ذي الذيول الثلاثة والوحش ذي الذيول الست. قائد القرية كاغي، يعرف بالميزوغاكي ( 水影   تعني حرفيًا "ظل الماء"). ويشار إلى مادارا أوتشيها على أنه ميزوكاغي، لأنه سيطر على الميزوكاغي الرابع بواسطة الشارينغان. نينجا قرية الضباب متخصصون في تقنيات الماء. مي تيرامي، الميزوكاغي الخامسة شوهدت للمرة الأولى عندما استدعى الرايغاكي كل الكاغي إلى أرض الحديد. خلال حكم الميزوكاغي الرابع، ياغورا (الذي كان مضيف الوحش ذو الذيول الثلاثة)، كانت تدعى قرية الضياب بقرية ضباب الدم لاستخدامها لوسائل وحشية لتدريب النينجا، التي تتطلب مقاتلتهم لزملائهم حتى الموت. لكن بعدما قتل زابوزا موموتشي كل الطلبة في صفه، توقفت هذه العملية. وأصبح زابوزا واحد من شينوبي الضباب المبارزون السبعة. أقوى مجموعة للنينجا في القرية ويرمز إليهم بالسيوف الفريدة التي يحملونها. بصرف النظر عن زابوزا، ثلاثة أعضاء آخرين ظهرو في الأنمي. وهم كيسامي هوشيغاكي، الذي هجر القرية وانضم إلى المنظمة الإجرامية أكاتسوكي، رايغا كوروسوكي، الذي ظهر في نهاية أنمي ناروتو، وفتى يدعى تشوجورو، وهو أحد حارسي الميزوكاغي. الحارس الآخر (أو)، وهو متخصص في الاستشعار. سوغيتسو هوزوكي، الذي انضم إلى ساسكي بعدما قتل أوروتشيمارو، درب لينضم إلى شينوبي الضباب المبارزون السبعة. وقد ذكر أن أخاه، مانغيتسو هوزوكي، كان عضوًا من المبارزين الأصليين مع زابوزا. الأعضاء الأصليين الآخرين هم كوشيمارو كورياراري، أمييوري رينغو، جينباشي موناشي، جينين أكيبينو وفوغوكي سوكازان الحامل الأصلي لسيف جلد القرش أو ساميهادا.

### دولة البرق
دولة البرق ( 雷の国   كاميناري نو كوني) هي واحدة من أمم الشينوبي الخمس العظمى وبها قرية السحاب. وهي تتألف من سلاسل جبلية عديدة. لم تظهر الدولة حتى النصف الثاني من المسلسل. ومن أهم الشخصيات كيلر بي

#### السحاب
السحاب ( 雲隠れの里   كوموغاكوري نو ساتو ،  تعني "القرية المخفية في الغيوم (أو السحاب)")  الاسم العربي "قرية الغيمة (السحاب) المخفية" وهي القرية المخفية بدولة البرق وتقع على جبل عالٍ. قائد القرية كاغي، يعرف بالرايكاغي ( 雷影   رايكاغي ،  تعني حرفيًا "ظل البرق"). وقائدها الحالي هو «أ» أو ("A")، الرايكاغي الرابع. نينجا قرية السحاب متخصصون بتقنيات البرق. قرية السحاب تمتلك وحشين هما الوحش ذو الذيلان المختوم داخل يوغيتو ني، والوحش ذو الذيول الثمانية المختوم داخل شقيق الرايكاغي الرابع بالتبني، بي. كلا الجينتشوريكي هاجمتهما أكاتسكي. يوغيتو أمسك بها وقتلت خلال عملية الاستخراج، في حين تمكن بي من خداع مهاجميه من الأكاتسوكي وتجنب القبض عليه. في الماضي، أحد زعماء كوموكاغوري أنشأ تحالف مع كونوهاغاكوري. بعد الاحتفال بالتحالف، حاول الزعيم الإمساك بهيناتا هيوغا، للحصول على البياكوغان. هياشي هيوغا، والد هيناتا قتل الزعيم، لكن قرية السحاب اعتبروا ذلك خرقًا للتحالف. فأرادوا جثمان هياشي مقابل حياة زعيمهم، وإلَّا سيشعلون حرباً بين القريتين. عشيرة هيوغا أعطت قرية السحاب جثمان هيزاشي، توأم هياشي، لكن بسبب كون البياكوغان الخاصة بهيزاشي مختومة عندما مات، لم تتمكن قرية السحاب من الحصول على البياكوغان. هناك نينجا آخرين من قرية السحاب منهم: كارُويْ، طالبة لدى بي، أومويْ، هو طالب آخر لبي وهو قلق دائماً لكنه يستخدم هجوم أسلوب سحاب قوي جدا، شي، نينجا من النوع المستشعر والطبي وأيضًا قائدة فريقهم ساموي وزميلة بي وهي شابة هادئة. خلال حرب الشينوبي العظمى الرابعة، واجه دارُويْ الأخوين المطلوبين سابقاً جنائياً لقرية السحاب: كينكاكو وغينكاكو المعروفان بالأخوين كينغين أو الأخوين الذهبي والفضي، الأخوين كينغين هما المسؤولان عن سرقة كنوز النينجا والأسلحة التي تستلزم كميات كبيرة من التشاكرا (الطاقة) لاستخدامها، وقد أشيع أن تلك الأدوات كانت ملكًا لحكيم الطرق الست.

### دولة الأرض
دولة الأرض ( 土の国   تسوتشي نو كوني) هي واحدة من أمم الشينوبي الخمس العظمى وتحتوي عل قرية الصخور وتشترك بحدودها مع قرية المطر.

#### الصخور
الصخور ( 岩隠れの里  إيواغاكوري نو ساتو ،  تعني "القرية المخفية في الصخور")  الاسم العربي "قرية الصخور المخفية" وهي قرية تشتهر بالصلابة والتلال الصخرية. قائد القرية كاغي، يعرف بالتسوتشيكاغي ( 土影   تسوتشيكاغي ،  تعني حرفيًا "ظل الأرض")، القائد الحالي للقرية هو أونوكي، التسوتشيكاغي الثالث. النينجا بقرية الصخور متخصصون بتقنيات الأرض. قرية الصخور تمتلك وحشين وهما الوحش ذو الذيول الخمس المختوم داخل هان والوحش ذو الذيول الأربع المختوم داخل روشي

### دولة الأمواج
دولة الأمواج ( 波の国   نامي نو كوني) بجانب كونوها توجد دولة الموجة وهي تابعة لدولة الماء، وهي أمة فقيرة بسبب انقطاعها عن الدول الأخرى خصوصًا أنها صغيرة ومعزولة لكنها كانت مزدهرة حتى استولى عليها غاتو، الذي احتكر الاقتصاد. بلد الأمواج ظهرت في بداية الجزء الأول، والفريق السابع، الذي يتألف من الشخصيات الرئيسية في المسلسل، سافر إلى بلد الأمواج كحراس لباني جسور. بمعونة جماهير بلد الأمواج، تمكن الفريق السابع من هزيمة غاتو وقاتله المأجور زابوزا موموشي، ومساعده هاكو، وإعادة البلد إلى حالتها السابقة. وعلامة على الامتنان، الجسر الذي انتهى تشييده أخيرًا ليربط كونوها بدولة الموجة سميَّ جسر ناروتو العظيم (ナルト大橋   ناروتو أوهاشي) تكريماً لناروتو أوزوماكي، الشخصية الرئيسية في المسلسل. وقد أنشئ جسر ناروتو كي ترتبط دولة الموجة لترتبط بدولة النار كي يسهل التنقل لها وتزدهر فيها التجارة والسياحة لأن الدولة حاليًا حالتها سيئة وتعاني من فقر قوي. وبهذي الجزيرة لا يوجد نينجا لكن بما أن عاداتها وتقاليدها تختلف فهي تحتوي على قرى خفية وفي هذه القرى نينجا وهي بالاصل ليست بحاجة إلى نينجا لأنها جزيرة صغيرة يصعب اكتساحها.

## التشاكرا والتقنيات
التشاكرا ( チャクラ   تشاكرا ،  الاسم العربي "الطاقة") هي طاقة تتكون من عنصرين مهمين وهما الطاقة الروحية أو العقلية والطاقة الجسدية أو طاقة الحياة. التشاكرا هي أساس النينجتسو وتعتمد جميع تقنياته عليها. تختلف كمية التشاكرا من شخص لآخر، حيث يوجد من يمتلكون كمًا كبيرًا منها مثل ناروتو وعشيرته الأوزوماكي، ومن يمتلكون كمًا ضئيلاً منها مثل روك لي، يظن بعض الناس ان روك لي لا يمتلك تشاكرا إطلاقاً وهذا خاطئ لانه لو لم يكن يمتلك تشاكرا لما استطاع فتح البوابات الثمانية وايضاً لن يكون قادراً على تغليف قدميه بالتشاكرا والمشي فوق الماء، وتوجد عدة أنواع من التشاكرا مميزة غير العادية، وهي تشاكرا الوحوش المذيَّلة وأغلبها يكون مصاحباً لنوايا سيئة وكراهية. النوع الثاني تشاكرا السينجتسو وهي طاقة طبيعية يجمعها النينجا من الطبيعة ويدخل ما يسمى بنمط الناسك، حيث توفر له إحساساً بتشاكرا الآخرين وإحساساً بالخطر، برغم ذلك، لها عيب كبير وهو أنها تحتاج السكون لتجميعها وذلك في حالة تشاكرا الضفادع.

### النينجتسو
نينجتسو ( 忍術   نينجيتسو) هو فن قتال النينجا وهجماته تعتمد على التشاكرا ويختلف استهلاك التشاكرا من تقنية لأخرى ذلك لأنها تعتمد في تركيبها على مكونات الطبيعة ونجد أغلب هذه التقنيات محرم. يعد النينجتسو امتدادًا للجسد، حيث لا يضطر المستخدم إلى الاستعانة بالأسلحة أو القدرات الخاصة.

### التايجتسو
تايجتسو ( 体術   تايجيستو ،  تعني حرفيًا "التقنيات الجسدية") هو القتال اليدوي الذي يتم فيه الاقتراب من العدو ولمسه حيث يستخدم النينجا الفنون القتالية الجسدية ودفاع النفس يعتمد الاشتباك المباشر بين المتقاتلين والمواجهة المباشرة جسدًا لجسد ويتطلب هذا الأسلوب سرعة كبيرة لمستعمله وأيضًا الكثير من القوة. يعتمد هذا النوع على قوة اللكمات والركلات إضافةً إلى التفادي السريع والحماية من الخصم.

### الغينجتسو
غينجتسو ( 幻術   غينجيتسو ،  تعني حرفيًا "تقنيات الوهم") هو فن قتال يعتمد على الوهم والخداع البصري أو التنويم المغناطيسي للنينجا ويتم عن طريق إدخال النينجا التشاكرا خاصته إلى جسد العدو الذي يؤدي لخداع خصمه وذلك بالتلاعب بمحيط أو أحاسيس العدو إذ يمكن للنينجا التحكم كليا بالخصم وإدخال الرعب لقلبه أو جعله يرى مشاهد أو يشعر بأشياء غير موجودة أو يتألم. توجد طرق وتقنيات يمكنها إلغاء هذا الأسلوب مثل:
1. الألم وذلك بإيذاء النينجا لنفسه هذا إذا أدرك أنه في غينجتسو.
2. التحكم بالتشاكرا وذلك بجعلها تندفع داخله حيث تقوم بإلغاء تشاكرا الخصم وتلغي الغينجتسو.
3. إدخال نينجا آخر تشاكراه إلى جسم الواقع تحت تأثير الوهم.
4. أو كما كان يفعل شيسوي اوتشيها حين كان يمكنه الدخول الا عقل الخصم ونقل افكاره للخصم بدون إدراك العدو لما يحدت

### الدوجتسو
دوجتسو ( 瞳術   دوجيتسو ،  تعني حرفيًا "تقنيات العين" أو "التقنيات البصرية") وهي تقنيات تستخدم القدرات البصرية وهذه تكون وراثية فقط أو أن تتم نقل العيون من شخص لآخر عن طريق العمليات الطبية الجراحية لزرع العيون وتمكن النينجا من التفوق علي أقرانه.
توجد أنواع مشهورة في مسلسل ناروتو للدوجتسو:
- شارينغان ( 写輪眼   شارينغان ؟،  تعني حرفيًا "العين الناسخة الدوارة") وهي عين خاصة بعشيرة الأوتشيها فقط وقادرة على نسخ التقنيات وتتبع التشاكرا وكشف الخداع وتنفيذ غينجتسو (تقنيات وهم). تتنج العين من كبت المشاعر ثم انفجارها فجأة، حيث تنتطلق المشاعر المكبوتة على عصب العين مباشرةً مما تسبب تولد الشارينغان.
  - مانغيكيو شارينغان ( 万華鏡写輪眼   مانغيكيو شارينغان ؟،  تعني حرفيًا "مشكال العين الناسخة الدوارة") وهي عين متطورة عن عين الشارينغان لديها القدرة على تنفيذ غينجتسو أقوى بكثير من الشارينغان العادية. تمتلك أيضًا قدرة أخرى وهي السوسانو وهو امتداد للتشاكرا بحيث تتجسد على هيئة محارب قوته خارقة. يوجد عيب لهذه العين أنها تضعف العين حتى تفقد البصر. للحصول على هذه العين، يجب أن يقتل المستخدم أو يرى أكثر من يحبه يُقتل.
    - المانغيكيو شارينغان الأبدية وتأتي عن طريق زرع عين شارينغان أخرى لأحد أفراد العشيرة الفاقد للبصر ولكن هذه العين تطور من الغينجتسو وقدرات السوسانو ولا تفقد البصر أبدًا.
- بياكوغان ( 白眼   بياكوغان ؟،  تعني حرفيًا "العين البيضاء") وهي عين خاصة بعشيرة الهيوغا فقط وقادرة على رؤية التشاكرا المتدفقة من الجسم ومواطن تدفقها، وأيضًا يمكنها الرؤية من مسافات شاسعة. يستخدم أفراد عشيرة الهيوغا تقنيات تعتمد على قدرة عينهم البصرية حيث أنهم يضربون مواطن تدفق التشاكرا لإغلاقها حتى لا يستطيع الخصم استخدامها، لكن عيب هذه الطريقة هو أنها قصيرة المدى ولن تنفع مع النينجا المقاتلين طويلي المدى.
- ريننيغان ( 輪廻眼   ريننيغان ؟،  تعني حرفيًا "عين سامسارا") وهي عين خاصة جدًا لا يمكن الحصول عليها سوى من امتلاك خلايا عشيرة السينجو وتحديدًا خلايا هاشيراما وعين الشارينغان أو المانغيكيو شارينغان. في الأساس، كان أصل الأوتشيها والسينجو هو حكيم الطرق الست الذي امتلك عين الريننيغان، لذا فتجميع الاثنين معًا سيعيد قدرات حكيم الطرق الست. يقال أن أصل الشارينغان والبياكوغان من الريننيغان حيث كانتا هيوغا والأوتشيها عشيرة واحدة وانقسمت وذلك لأن الريننيغان تمتلك قدرات مشابهة للبياكوغان. امتلك تلك العين على مر التاريخ، مادارا أوتشيها وأوبيتو أوتشيها وناغاتو المعروف بباين وحكيم الطرق الست وساسكي أوتشيها.

التنسنجان (tensengan): وهي العين التي تنتج عند جمع عين شخص من عشيره اتسوتسكي ب عين بياكوجان ولم يستعملها أحد لانها نادره جدآ بسبب ان عشيره الاتسوتسكي مختفون الا بعض الشخصيات مثل تونري وهو الإنسان الوحيد الذي استطاع تفعيل التنسنجان عندما أخذ عين هانابي هيوجا في الفيلم Naruto:the last

### الفوينجتسو
فوينجتسو ( 封印術   فوينجيتسو ،  تعني حرفيًا "تقنيات الختم") هو فن الختم وهذا يتطلب مستوى عالي من الخبرة وتجربة ليست بالقصيرة فتقنيات الفوينجتسو تسمح بسجن أي كائن حي في جسد إنسان أو التأثير على مهارات وقدرات الشخص الذي تلقى الختم.

### السينجتسو
هي تشاكرا الطبيعة التي تدخل مستخدمها في طور الناسك حيث تصبح ضرباته أخطر وأوسع مدى وقد تمكن ناروتو من إتقانها بمساعدة مدربه الضفدع الحكيم السيد فوكاسكو

### الكوتشيوسي نو جتسو
كوتشيوسي نو جتسو ( 口寄せの術   كوتشيوسي نو جيتسو ،  تعني حرفيًا "تقنية الاستدعاء")هو فن استدعاء حيوانات قوية لتساعد النينجا في معاركه ولاستدعاء حيوان ما يتوجب على المستدعي أن يوقع بدمه على عقد مع الحيوان الذي سيستدعيه، وهي على الأغلب حيوانات ناطقة كالبشر والأحجام تختلف في الفصيلة الواحدة من ضخم إلى عادي أو صغير.

## الظواهر

### حكيم المسارات الستة (الريكودو سينين) أو هاجورومو
ناسك الطرق الست ( 六道仙人.   ريكودو سينين) هو نينجا أسطوري أثرت أفعاله في الماضي سيناريو المسلسل. يمتلك الرينيغان وبواسطته استطاع الحصول على الرين شارينغان وهي العين التي يمكنها صنع التسوكيومي اللانهائي، كان الناسك كاهناً استخدم ما تعلمه عن التشاكرا لينهي سفك الدماء في زمنه. منها، صمم الجتسو والقواعد الأساسية التي تستخدمها القرى المخفية حالياً وقد أنشأ النينشو، عندما واجه الريكودو سينين وأخيه والدتهما كاجويا اتسوتسوكي كان القتال بينهم قوي جدا بدرجة ان القتال استمر لعدة أشهر، ولكن قد هزم الريكودو بتقنية التشيباكو تينسي حيث ختمها وعندما كان سيختمها أنجبت كاجويا ابنها الثالث وهو زيتسو الأسود حيث أن عندما قام هاجورومو وهامورا بختمها استجمعت آخر تشاكرا لديها وصنعته بعد ذلك ختمت كاجويا بسبب انها كانت قد أفسدت في الأرض فحاول أبنائها ان يكفرو عن امهم بمواجهتها لانها لديها قوة الجيوبي، فعندما هزماها ذهب هامورا إلى القمر ليقوم بحراسة أمه حتى لا تخرج بينما بقي الريكودو في الأرض ليصلح ما فعلته والدته فقام بختم ذو العشرة أذيل (الجيوبي)في داخله لانه لم يستطع هزيمته بسبب تشاكاراه الشريرة واللامحدودة.

### الوحوش ذات الذيول
| #  | الوحش                                              | الاسم الشائع                           | المضيف | القرية       | تصنيف                     |
| -- | -------------------------------------------------- | -------------------------------------- | --- | ------------ | ------------------------- |
| 1  | شوكاكو                                             | إيتشبي (وحيد الذيل)                    | غارا (سابقًا) | قرية الرمال  | كلب راكون ياباني          |
| 2  | ماتاتابي                                           | نيبي (ذو الذيلين)                      | يوغيتو ني (سابقًا) | قرية السحاب  | قط وحشي                   |
| 3  | إيسوبو                                             | سانبي (ذو الثلاثة ذيول)                | رين نوهارا (سابقًا) ياغورا (سابقًا)                                                                                      | قرية الضباب  | سلحفاة                    |
| 4  | سون غوكو                                           | يونبي (ذو الأربعة ذيول)                | روشي (سابقًا) | قرية الصخور  | سعدان (قرد)               |
| 5  | كوكو                                               | غوبي (ذو الخمسة ذيول)                  | هان (سابقًا) | قرية الصخور  | نصف حصان، نصف دولفين      |
| 6  | سايكن                                              | روكوبي (ذو الستة ذيول)                 | أوتاكاتا (سابقًا) | قرية الضباب  | بزاق                      |
| 7  | تشومي                                              | نانابي (ذو السبعة ذيول)                | فو (سابقًا) | تاكيغاكوري   | خنفساء وحيد القرن يابانية |
| 8  | غيوكي                                              | هاتشيبي (ذو الثمانية ذيول)             | فوكاي (سابقًا) كيلر بي                                                                                                  | قرية السحاب  | أوشي-أوني أخطبوط ثور      |
| 9  | كوراما                                             | كيوبي (ذو التسعة ذيول) الثعلب الشيطاني | ميتو أوزوماكي (سابقًا) كوشينا أوزوماكي (سابقًا) ميناتو ناميكازي (نصف طاقة ين؛ ظلام) ناورتو أوزوماكي (نصف طاقة يانغ؛ ضوء) | كونوهاكاغوري | كيتسونه ثعلب              |
| 10 | شينجو (باليابانية: 神樹، وتعني حرفيًا "شجرة الإله") | الجيوبي (ذو العشرة ذيول)               | حكيم الطرق الست (سابقًا) اوبيتو اوتشيها (سابقًا) مادرا اوتشيها (سابقًا)                                                   | لا أحد       | شجرة                      |

## رتب النينجا

### نينجا الأكاديمية (التلاميذ)
النينجا المبتدئون ويتدبوا على المبادء الاولية كالرماية والتحول ليصبحوا شينوبي (نينجا) ويتم هذا تحت تدريب الجونين ولا يتم اعطائهم مهام لصغر سنهم وهم مستقبل القرية.

### جينين
يتخرجون من الاكادمية بعد اجتياز الامتحان النهائي حيث يحصلون على حاميات الجبين عليها رمز القرية، ثم توكل لهم مهمات من فئة D وهي أدنى فئة من حيث الخطورة والأسهل كما يحصلون احيانا على مهمات من فئة C وهي الفئة الأعلى من D بدرجة واحدة. يتكونون من 3 أعضاء ومدرب يكون من رتبة جونين. رغم كونهم لا يمتلكون الخبرة والقوة فهم يلعبون دور هام بالنسبة للقرية في المعارك.

### تشونين
هم أصحاب المستوى المتوسط، وهي الرتبة التي تعلو الغينين، مهماتهم تكون من مستوى C وB. بعضهم يدرس في الأكاديمية، يتقنون جميع التقنيات الأساسية المهمة في حياة النينجا، ويعرفون متى استخدامها، في حالة الحرب أو اقتراب الخطر للقرية، يقومون بنقل الأطفال والنساء والعجائز أو اللناس الذين لا يجيدون القتال إلى أماكن آمنة لحمايتهم لذا حضورهم ضروري.

### جونين
النينجا المحترفون والأكثر قوة ودهاء. يدربون الجنين (المبتدئين)، في حالة قتل أحد الجونين في إحدى معاركه تضعف القوة العسكرية للقرية التي ينتمي إليها كثيرا ومهامهم من مستوى A وهي الأصعب والأخطر. ومثل الشونين فالجونين يقومون بأعمال أخرى كالإشراف على الامتحانات أو التخصص في التعذيب أوالانضمام للأنبو.

### أنبو
هم قوات خاصه على اعلى مستوى، تعمل علي حماية استقرار الأمن الداخلي للقرية ويأخذون مهام خارج القرية، واعمالهم سرية جدا كما انهم يتلقون الاوامر ويعملون تحت الكاغي بنفسه ويتلقون الاوامر منه مباشرة. يلبسون اقنعه على شكل حيوانات لها لون واحد كلها وهي مخططة كما أن لهم زي رسمي موحد. يقومون بالمهام الرسمية جدا أو الخطرة أو السرية حيث أن ظهورهم باحدى المناطق أو المهام يعرف ان هناك شيء كبير جداً.

#### نينجا قناصة
يضعون كالإنبو أقنعة على وجوههم لكنها ليست بشكل حيوانات، عملهم هو القتل والتخلص من المجرمين الخارجين والهاربين من القرية (النينجا الهارب) كما أنهم بعد قتل النينجا الهارب يقومون بأخذ جثته لتنهشها الغربان أو الحيوانات الجارحة كي يخفوا اسرار القرية لأن النينجا يحمل في جسده اسرار خطيرة لو وقعت بيد عدو من تقنيات وتدريبات واسرار أخرى لهذا يتم اخفاء معالم الجثة أو ان لم يتمكن النينجا القناص من أخذ الجثة يأخذ رأسها على الأقل كي لا يتعرف عليها النينجا من القرى الأخرى وبالتالي لا يعرفون هذه لأي قرية فلا يكتشفوا الاسرار.

### سانين
نينجا لديهم قوة ومهارة عالية جدا وثلاثة فقط (تسونادى وجيرايا وأورتشيمارو) ويسمون أيضا النينجا الأسطوريين تم تدريبهم على يد الهوكاجي الثالث، يمكنهم جلب النصر بكل سهولة للقرية في الحرب ويمكنهم أخذ مهام من المستوى S وهو أعلى مستوى.

### كاغي
أقوى نينجا بالقرية ويتزعم القرية المخفية ويختلف لقبه من قرية مخفية لأخرى، رتبتهم تصل لرتبة الخمس الزعماء العظام
و يتم تغيير من في المنصب عن طريق العثور على نينجا أقوى منه حتى لو لم يمت الكاغي الحالي وهكذا يتم تنصيب الكاغي.
لقب زعيم قرية كونوها المخفية هو (هوكاجي)، وزعيم قرية الرمل المخفية هو (كازيكاجي)، لقب زعيم قرية الضباب المخفية هو (ميزوكاجي)، وزعيم قرية السحاب المخفية (رايكاجي)، اما زعيم قرية الصخرة المخفية هو (تسوشيكاجي).
زعيم قرية الصوت لقبه (تاكاجي)، وزعيم دولة وقرية المطر (اماكاجي)، وزعيم دولة وقرية النبتة (كوزاكاجي)، اما زعيم دولة وقرية الشلال (تاكيكاجي).

### لوردات إقطاعيين
الرؤساء العظماء اللذين يتزعموا دول النينجا الخمس العظمى وهم الزعماء ال5 العظام، أعلى رتبة من الكاغي يتزعمون الدولة بكلها
دولة النار
دولة الماء
دولة الأرض
دولة الرياح
دولة برق

### سيافون
وهم سيافون أقوياء تعادل قوتهم قوة أحد الجونين الاقوياء مثل كاكاشي وعددهم سبعة اشخاص مثل زابوزا وكيسامي هوشيكاغي وقد تمت إعادة إحياء السيافين السبعة بواسطة كابوتو خادم أوروتشيمارو في حرب النينجا العظمى الرابعة وواجهتهم فرقة كاكاشي وتمكنت من ختمهم.

### نينجا مفقود
نينجا خرج من القرية دون جريمة أو أي أذى أو أختفى والقرية تبحث عنه مثل ساسكي

### نينجا هارب
النينجا الهارب هو نينجا مطلوب للقانون، يرتكب جريمة كبيرة في القرية كالقتل كاغتيال شخصية معروفه أو ابادة شعب أو منطقة أو مجموعة من الناس أو ان يقوم بالخيانة أو اغتيال رئيسه أو حتى المساعدة بذالك أو ان يساعد بأن يكون جاسوس للقرية أو كشف بعض اسرار القرية للأعداء.
و هو بطبيعة الحال نينجا يغادر القرية ولا يشترط الهروب والاختباء فقد يكون شخص قوي مثل منظمة الاكاتسوكي حيث انهم مجرمون مطلوبون للقانون لذا لقبهم هو النينجا الهارب أي المتبرء أو الخائن لقريته الذي يطالب به القانون ويلاحقه

### نينجا مرتزقة
نينجا يهوون القتل وهذا تخصصهم الذي يبرعون فيه
يتم تأجيرهم لخطط الاغتيال وأغلبها تكون اغتيالات كبيرة كاغتيال رئيس أو شخصية معروفة
و على الاغلب هم نينجا ليسوا قانونيين يعملوا منفردين كل منهم يدير شؤونه الخاصة وهم خطرين جدا
يتكون هؤلاء النينجا اغلبهم من النينجا الهاربين

## منظمات

### الأكاتسوكي
هي منظمة شريرة تتكون من أخطر النينجا واعضائها 9 اما قائد المنظمة الحقيقي كانت شخصيته بالبداية مجهولة ولكن تم الكشف انه طالب الناسك جيرايا أحد السانين الاسطوريين لكنه القائد الرسمي فقط اما الحقيقي هو أوتشيها أوبيتو صديق كاكاشي القديم وهو الذي يلقي الاوامر على باين.
أعضائها هم نخبة من المجرمين من مستوى S من أقوى النينجا وأكثرهم رعبا وقسوة وأسمائهم مسجلة في البينجو-بوك (Bingo Book).
جميعهم خونة انكروا قريتهم لذا سموا ميوكينين، يضعوا كلهم حاميات الجبين لكن قاموا بالشطب على رمز القرية الموجود عليها كدليل على عدم انتمائهم لها.
أعضاء العصابة يعملون بشكل منفصل كل مجموعات مكونة من عضوين
و كل فرد يلبس عباءة (Kimono)سوداء بأكمام طويلة واسعة مزينة بغيوم حمراء محاطة بإطار أبيض، ويضعون على رؤوسهم قبعات قشيه تتدلى منها أجراس صغيرة وأشرطة بيضاء تخفي وجوههم، وأظافرهم مطلية باللون البنفسجي الغامق.
كل عضو يضع خاتم في أصبع مختلف عن الآخرين، وكل خاتم عليه زينة الكانجي بألوان تختلف باختلاف الشخص الذي يحمل الخاتم، يمكن القول أنها موزعة بالترتيب حسب قوة أفراد العصابة، والانضمام للعصابة يتم باختيار وقناعة لأنه بمجرد لبس الخاتم، تصبح في المنظمة لكن يمكن نزعه في الماضي كان أروتشيمارو عضوا في العصابة لذا اضطر لقطع يده ليعلن عن انسحابه منها كي يهرب من ايتاشي بعد أن حاول اغتياله وهو بنفس فريقه ولكنه فشل بسبب سرعة اكتشاف ايتاشي للامر لانه يمتلك الشارينجان ويتميز بالسرعة العالية على الإطلاق.
مهمتهم هي جمع البيجو التسعة وهي وحوش الذيول هي وحوش شيطانية تتميز بامتلاكها عدد من الذيول يتراوح عددها ما بين 1 و9 ذيول وعدد الذيول كلما زاد كلما كان البيجو اقوى.
أعضاء المنظمة يجوبون القرى بحثا عن الجونشوريكي وهو الشخص الذي يحمل في جسده البيجو بسبب انه ختم بداخله ليحموا الناس من شره مثل ناروتو وجارا ويجب امساكهم أحياء لأنه إذا مات الجونشوريكي (المضيف) فإن البيجو يموت في نفس لحظة وفاة حامله.
أورتشمارو كان عضو سابق قبل محاولته لاغتيال ايتاشي أما الآن فالاعضاء هم (باين) الزعيم المجهول ومرافقته (كونان) و(ساسوري وزيتسو وديدارا وكيسامي وايتاشي وكاكوزو وهيدان) واخيرا العضو الذي كان متنكر باسم (توبي) تحت شخصية كوميدية وبعد ظهور شخصيته الحقيقية تنكر باسم (مادرا) وهو النينجا الاقوى الذي كان يقود الاوتشيها ولكن شخصيته الحقيقية هو (اوتشيها مادرا وليس اوتشيها اوبيتو وليس توبي .
قُتل العضو ايتاشي على يد أخيه ساسكي ولكن ذلك برغبته لكي يخرج منه لعنة اورتشيمارو / قُتل العضو ديدارا على يد ساسكي أيضا بعد أن انتحر لعدم قدرته على قتل ساسكي ولم يشاء ان يقتله ساسكي لذا فضل الانتحار / ثم انتحر كيسامي لكي لا يتم القبض عليه/ساسكي قتل اورتشيمارو أيضا ولكن بقي حي ^_^ / العجوز شيوو تعاونت مع ساكورا وقتلتا ساسوري / قُتل كاكوزو بعد تعاون كل فريق ناروتو عليه ومعهم كاكاشي / لكن هذا بعد أن قُتل اسوما سينسي على يد هيدان /شيكامارو قتل هيدان/ وقُتل جيرايا الناسك وهو أحد السانين الثلاث على يد العضو باين / قتلت شيزوني على يد أحد اجساد باين / قتل الكازيجاكي جارا على يد الاكاتسوكي بعد أن اختطفاه ديدارا وساسوري لكن قامت العجوز شيوو بتنفيذ التقنية المحرمة لقرية الرمل وإعادة حياة جارا بدل حياتها وماتت.
رسميّا باين هو زعيم الأكاتسوكي لكنه يتلقّى التوجيهات من أوبيتو، باين قتل عند نفاذ التشاكرا الخاصة به عندما اعاد كل من قتلهم إلى الحياة.
في الحقيقة تأسست الاكاتسوكي من قبل قائدها Yahiko أثناء الحرب العالمية الثالثة والتي هدفت لأحلال السلام أصر Yahiko على إنشاء هذه المنظمة، أستطاع أقناع ناجوتو وكونان بالانضمام إليه اوتشيها (مادرا) كان له دور كبير في تشجيع Yahiko على إنشاء اهذه المنظمة وبالتالي أصبح القائد المخفي أما Yahiko وُضِعَ قائد للمنظمة كي لا تكشف حقيقة مادارا.
و في الحقيقة بعض تقلب احداث الحرب الرابعه للنينجا وبعد أن اعيد احياء مادارا الحقيقي اكتشف ان المدعوا مادارا هو اوبيتوا صديق كاكاشي وهو عضوا من عشيره الاوتشيها وانه كان تلميذ مادارا وتلاعب به مادارا لكي يفعل المانجكيوا وخدع اوبيتوا طيل حياته لكي ينفذ خطط مادارا في النهاية كانت الاكاتسوكي لعبه في يد مادارا لكي يحققوا مراده وهو تجميع وحوش البيجوا وتم خيانته من قبل زتسوا الأسود وهو أحد أعضاء الاكاتسوكي وقتله واظهر حقيقته انه هو الزي كان يتلاعب بمادارا والاكاتسوكي بينما الكل غافل وان هذه كانت من لهم مخططه الصلي لكي ليعيد احياء امه كاجويا وهي اصل التشاكرا والمعني الحقيقي للتجسيد التشاكرا.

### عشيرة الهيوغا
تمتلك هذه العشيرة عين البياكوغان التي تمكن أفرادها من رؤية تدفق التشاكرا في جسد الخصم وبالتالي تمكنهم من ضرب نقاط التشاكرا وايقاف تدفق التشاكرا في جسد الخصم وتساعد على الرؤية من مسافات بعيدة وتستطيع الرؤية من خلال الجمادات كالجدران وما شابه وأشهر أفرادها نيجي وهيناتا. وتختلف قوت البياكجوجان من شخص لاخر وكلاما زادت القوه زادت المسافة للرؤية وكما أن هذه العشيرة تنسدل من نسل هامروا وهو ابن كاجويا وهي اصل التشاكرا ولحد الآن لم نرا القوه الحقيقيه التي تستطيع الوصل إليها البياكوجان فكانت اقوه من يستخدمها الي الآن هي اوتسوكي كاجويا.

### عشيرة الأوتشيها
تمتلك هذه العشيرة عين الشارينقان التي تمكن صاحبها من نسخ المهارات وملاحظة الحركات السريعة للأعداء وتنفيذ مهارات الوهم وأشهر أفرادها ساسكي وإيتاتشي وشيسوي ومادارا وأوبيتو.
وهذه العشيرة من اقوى العشائر الي الآن تمتلك هذه العشيرة تشاكرا متطربه تستطيع تغير صاحبها من شخص طيب الي شخص شرير وكاره والاقوى في هذه العشيرة هو اوتشيها ايتاتشي الذي لم نرد قوته الحقيقيه لحد الآن ولهذا لا نستطيع أن نقول انه الاقوى فهوا مجرد تصريح لا أكثر من المؤلف سنه 2011 وهذا التصريح أحدث ضجه كثيره في مواقع التواصل الاجتماعي ولكن الآن وحاليا يوتشيها مادارا الملقب بالاسطورة وهو الذي استطاع هزيمة ناروتو وساسكي في دقائق معدوده وايضا قتل أكثر من نصف الشينوبي الذين كانوا يحاربون واقوى من واجهوا مادارا هو ساسكي ناروتو وكيلر بي وابيتو وغاي وكاكاشي وقارا والكاجيات الخمسة
واستطاع مادارا هزيمة الكاجيات الخمسة بكل سهوله مطلقه كل هذه دلائل علي ان الاوتشيها اقوه عشيره في عالم الشينوبي.

### عشيرة ابورامي
تمتلك القدرة على التحكم بالحشرات التي لها القدرة على التطور مع مشاركتها في المعارك وأشهر أفرادها شينو.

### عشيرة نارا
تمتلك اساليب ظل قوية ذكية تساعد أفراد العشيرة في القتال وأشهر أفرادها شيكمارو ووالده شيكاكو

### عشيرة أكميتشي
يمتلك أفرادها القدرة على تضخيم أجسادهم إلى حجوم هائلة مما يمكنهم من زيادة قوة ضرباتهم وأشهر أفرادها تشوجي ووالده تشوزا.

### عشيرة ياماناكا
يمتلك أفراد هذه العشيرة القدرة على نقل العقل والتحكم في جسد العدو ومن أشهر أفرادها اينو ووالدها اينواشي